# MTC MQ-17 SpyHawk
MTC MQ-17 SpyHawk byl projekt bezpilotního letounu vyvíjený v první dekádě 21. století americkou společností MTC Technologies pro United States Marine Corps jako průzkumný prostředek na stupni divize („Tier II“). Stroj vzlétal z pneumatického katapultu instalovaného na přívěsu nákladního automobilu a poháněn byl jedním zážehovým motorem Honda GX-57. Opuštění projektu byl oznámeno v lednu 2008, a poté byla společnost MTC Technologies převzata britským koncernem BAE Systems.

## Specifikace (XMQ-17A)
Údaje podle

### Technické údaje
- Osádka: 0
- Délka:
- Rozpětí křídel: 3,89 m (12 stop a 9 palců)
- Výška:
- Vzletová hmotnost: 39 kg (85 lb)
- Pohonná jednotka: 1 × Honda GX-57
- Výkon pohonné jednotky:

### Výkony
- Maximální rychlost: 167 km/h (103 mph)
- Cestovní rychlost: 83 km/h (52 mph)
- Dolet: 90 km (50 mil)
- Praktický dostup: 4 500 m (15 000 stop)
- Vytrvalost: 16 hodin letu